# Yên Thọ (phường)
Yên Thọ là một phường thuộc thành phố Đông Triều, tỉnh Quảng Ninh, Việt Nam.

## Địa lý
Phường Yên Thọ nằm ở phía đông nam thành phố Đông Triều, có vị trí địa lý:
- Phía đông giáp phường Hoàng Quế
- Phía tây giáp phường Mạo Khê
- Phía nam giáp phường Yên Đức và tỉnh Hải Dương
- Phía bắc giáp xã Tràng Lương.

Phường Yên Thọ có diện tích 10,21 km², dân số năm 2018 là 11.436 người, mật độ dân số đạt 1.120 người/km².
Trường Đại học Công nghiệp Quảng Ninh nằm trên địa bàn phường.

## Lịch sử
Trước đây, Yên Thọ là một xã thuộc huyện Đông Triều.
Ngày 11 tháng 3 năm 2015, Ủy ban Thường vụ Quốc hội ban hành Nghị quyết số 891/NQ-UBTVQH13 về việc thành lập thị xã Đông Triều thuộc tỉnh Quảng Ninh. Xã Yên Thọ trực thuộc thị xã Đông Triều.
Ngày 11 tháng 9 năm 2019, Ủy ban Thường vụ Quốc hội ban hành Nghị quyết số 769/NQ-UBTVQH14 (nghị quyết có hiệu lực từ ngày 1 tháng 11 năm 2019) về việc thành lập phường Yên Thọ thuộc thị xã Đông Triều trên cơ sở toàn bộ 10,21 km² diện tích tự nhiên và 11.436 người của xã Yên Thọ.
Ngày 28 tháng 9 năm 2024, Ủy ban Thường vụ Quốc hội ban hành Nghị quyết số 1199/NQ-UBTVQH15 về việc sắp xếp đơn vị hành chính cấp huyện, cấp xã của tỉnh Quảng Ninh giai đoạn 2023 – 2025 (nghị quyết có hiệu lực từ ngày 1 tháng 11 năm 2024). Theo đó, thành lập thành phố Đông Triều thuộc tỉnh Quảng Ninh. Phường Yên Thọ trực thuộc thành phố Đông Triều.

## Giao thông
Trên địa bàn phường có quốc lộ 18 chạy qua.